# حصار وهران (1693)
حصار وهران (1693) كان محاولة من السلطان العلوي إسماعيل بن الشريف لتحرير مدينة وهران من الاحتلال الإسباني. على الرغم من أنهم كانوا على عداء، إلا أن إيالة الجزائر تعاونت مع الإمبراطورية الإسبانية في إفشال الحصار.

## المعركة
انطلق مولاي إسماعيل في معركة مع جيش قوامه أكثر من 20 ألف رجل. وشن عدة مداهمات على قبائل بني عامر والقبائل بايلك الغرب الأخرى لدفعهم إلى التراجع. وهران نفسها كان يقودها أندريس كوبولا، دوق كانزانو. حاول إسماعيل شن هجومًا سريعًا في 20 يوليو، أعقبته محاولة أخرى في 24 يوليو، وكلاهما فشل في مواجهة نيران المدفعية الثقيلة والدفاع الحازم للحامية الإسبانية. عانى جيشه من كارثة حقيقية واضطر إلى التراجع. ومع ذلك، خلال هذا الانسحاب، تعرض لهجوم انتقامي من قبل قبيلة بني عامر التي نهبها قبل ذلك. انتصروا عليه ونجحوا في استرداد كمية كبيرة التب غنمها إسماعيل.

## تداعيات الحصار
عندما فشل إسماعيل في تحرير وهران صرح متعجبا من حصانتها:
| حصار وهران (1693)            | أفعى تحت صخرة، تضر غيرها ولا يقدر عليها أحد | حصار وهران (1693) |
| — إسماعيل بن شريف بعد هزيمته |                                             |                   |

بعد هذه الأحداث ، أرسل سلطان القسطنطينية دعوة لمولاي إسماعيل للسلام واحترام أراضي إيالته الجزائر؛ فقبل سلطان المغرب هذه الدعوة.
ظلت وهران تحت سيطرة الأسبان حتى عام 1708، عندما حاصر مصطفى بن يوسف المدينة وحررها من الإسبان مؤقتا.